# آی‌هارت‌مدیا
آی‌هارت‌مدیا (انگلیسی: IHeartMedia) شرکت رسانه‌ای آمریکایی است، که در سال ۱۹۷۲ توسط لووری میز و رد مک‌کامب تأسیس شد.